# Ludus de Antichristo
Il Ludus de Antichristo è un dramma religioso composto in latino nella Germania del XII secolo. L'autore e la data esatta della redazione ci sono sconosciuti e anche il titolo dell'opera è recente. Per la sua complessità, è difficile definirne il genere e per questo l'opera lascia spazio a diverse interpretazioni (religiose, politiche, storiche o filosofiche). Ci giunge in un manoscritto proveniente dall'abbazia di Tegernsee e patrimonio della Bayerische Staatsbibliothek di Monaco di Baviera (Clm 19412).

## Tema
Il tema del Ludus è tratto dalla Bibbia e più precisamente dal libro dell'Apocalisse di Giovanni, in cui l'Anticristo è raffigurato come la figura del male che comparirà alla fine del mondo presentatosi come il Cristo atteso nella parusia. Si presenta così un grande scenario mondiale in cui i personaggi si organizzano in modo spaziale e simbolicamente in tre gruppi: ad Oriente il Tempio del Signore e la sede del re di Gerusalemme e quella della Sinagoga; ad Occidente la sede dell'Imperatore romano con quella del re dei Germani e del re dei Franchi; a Meridione il re dei Greci, il re di Babilonia e il Paganesimo.

## Struttura
Il dramma, che presenta la progressiva ascensione e vittoria dell'Anticristo su tutti i re della terra, è diviso in due parti introdotte da un prologo in cui alternativamente il Paganesimo, la Sinagoga e la Chiesa entrano in scena presentando ognuno le proprie convinzioni teologiche. La prima parte del Ludus è centrata sulla figura dell'Imperatore romano, che si rivolge ai singoli re e che aiuterà Gerusalemme a difendersi dall'attacco del re di Babilonia, legato ideologicamente al Paganesimo. Nella seconda parte, e in parallelo con la prima, l'Anticristo, prendendo il ruolo centrale, interagisce con i diversi personaggi.

## Trama
L'Anticristo, dopo aver preso possessione del Tempio del Signore, sottomette a sé il re dei Greci e il re dei Franchi con l'aiuto dell'Ipocrisia e dell'Eresia. Il re dei Romani, al contrario, si opporrà all'Anticristo fino a batterlo in battaglia. Ma la sua fede vacillerà in seguito davanti ai falsi miracoli del Nemico (la guarigione di un lebbroso e di uno zoppo e il risuscitamento apparente di un morto) e cederà infine riconoscendolo come il Messia. Anche il Paganesimo e il re di Babilonia rifiuteranno l'Anticristo in nome della pluralità degli dei, ma saranno poi vinti in battaglia. La Sinagoga invece accetterà in un primo tempo l'Anticristo come il Messia tanto atteso, ma in seguito le saranno aperti gli occhi dai profeti Enoch e Elia che smaschereranno l'Anticristo. Ma come a dimostrazione del fatto che la forza umana possa ben poco davanti all'Anticristo, essi verranno uccisi e l'Anticristo proclamerà la sua gloria. In un colpo di scena finale, Dio interverrà facendo fuggire l'Anticristo con tutto il suo seguito.

## Interpretazione
Il dramma è un invito all'attenzione e alla vigilanza ai pericoli dell'Anticristo, che non sarà facilmente riconoscibile, ma è anche l'affermazione del fatto che solo la volontà di Dio salverà il mondo dal regno dell'Anticristo.
Si è spesso dato del Ludus un'interpretazione politica, per la quale Federico Barbarossa del casato degli Hohenstaufen è indicato come l'ultimo baluardo della fede cristiana contro l'Anticristo. Non c'è dubbio che l'opera dia adito a una tale contestualizzazione (siamo nel pieno del periodo delle crociate) e che il dramma presenti un programma politico o ideologico. Ma vi è anche un piano più profondo, storico e escatologico, dell'opera. In effetti, nella sua simbologia e solennità, il dramma fa riferimento non solo a un dato periodo storico, ma getta uno sguardo alla storia universale di cui dà una visione religiosa.